# أنطونيو لاريل ديفيس
أنطونيو لاريل ديفيس (بالإنجليزية: Antonio Larell Davis)‏ مواليد 31 يوليو 1972 في تشيستر، هو ملاكم محترف أمريكي يصنف ضمن فئة الوزن الخفيف.

## إحصائيات
خاض خلال مسيرته 21 نزالا، فاز في 18 وتعادل في 1 وخسر في 3. فاز بالضربة القاضية في 11 نزالا.

## روابط خارجية
- أنطونيو لاريل ديفيس على موقع بوكس ريك (الإنجليزية) (registration required)